# Prestígio (marca)
Prestígio é uma marca pertencente à empresa Nestlé usada em chocolates, biscoitos recheados, wafer recheado, picolé e sorvete. A marca começou a seu utilizada nos anos de 1960 para o chocolate de coco da Nestlé.